# Oblík - Srdov - Brník
Oblík - Srdov - Brník este o arie protejată (arie specială de conservare — SAC, sit de importanță comunitară — SCI) din Republica Cehă întinsă pe o suprafață de 335,17 ha, integral pe uscat.

## Localizare
Centrul sitului Oblík - Srdov - Brník este situat la coordonatele 50°24′55″N 13°48′57″E / 50.415278°N 13.815833°E.

## Înființare
Situl Oblík - Srdov - Brník a fost declarat sit de importanță comunitară în aprilie 2005 pentru a proteja 1 specie de plante și 2 specii de animale. Situl a fost protejat și ca arie specială de conservare în iulie 2012.

## Biodiversitate
Situată în ecoregiunea continentală, aria protejată conține 4 habitate naturale: Fânețe de joasă altitudine (Alopecurus pratensis, Sanguisorba officinalis), Pajiști uscate seminaturale și facies de acoperire cu tufișuri pe substraturi calcaroase (Festuco-Brometalia) (* situri importante pentru orhidee), Pajiști carstice calcaroase sau bazofile, de Alysso-Sedion albi, Grohotișuri medio-europene calcaroase, de la nivel colinar și montan.
La baza desemnării sitului se află mai multe specii protejate:
- plante (1): Stipa zalesskii
- nevertebrate (2): Euplagia quadripunctaria, Stenobothrus eurasius